# Neema Mduma
 (mai 2024).
La mise en forme du texte ne suit pas les recommandations de Wikipédia : il faut le « wikifier ».
Les points d'amélioration suivants sont les cas les plus fréquents. Le détail des points à revoir est peut-être précisé sur la page de discussion.
- Les titres sont pré-formatés par le logiciel. Ils ne sont ni en capitales, ni en gras.
- Le texte ne doit pas être écrit en capitales (les noms de famille non plus), ni en gras, ni en italique, ni en « petit »…
- Le gras n'est utilisé que pour surligner le titre de l'article dans l'introduction, une seule fois.
- L'italique est rarement utilisé : mots en langue étrangère, titres d'œuvres, noms de bateaux, etc.
- Les citations ne sont pas en italique mais en corps de texte normal. Elles sont entourées par des guillemets français : « et ».
- Les listes à puces sont à éviter, des paragraphes rédigés étant largement préférés. Les tableaux sont à réserver à la présentation de données structurées (résultats, etc.).
- Les appels de note de bas de page (petits chiffres en exposant, introduits par l'outil «  Source ») sont à placer entre la fin de phrase et le point final[comme ça].
- Les liens internes (vers d'autres articles de Wikipédia) sont à choisir avec parcimonie. Créez des liens vers des articles approfondissant le sujet. Les termes génériques sans rapport avec le sujet sont à éviter, ainsi que les répétitions de liens vers un même terme.
- Les liens externes sont à placer uniquement dans une section « Liens externes », à la fin de l'article. Ces liens sont à choisir avec parcimonie suivant les règles définies. Si un lien sert de source à l'article, son insertion dans le texte est à faire par les notes de bas de page.
- La présentation des références doit suivre les conventions bibliographiques. Il est recommandé d'utiliser les modèles {{Ouvrage}}, {{Chapitre}}, {{Article}}, {{Lien web}} et/ou {{Bibliographie}}. Le mode d'édition visuel peut mettre en forme automatiquement les références.
- Insérer une infobox (cadre d'informations à droite) n'est pas obligatoire pour parachever la mise en page.

Pour une aide détaillée, merci de consulter Aide:Wikification.
Si vous pensez que ces points ont été résolus, vous pouvez retirer ce bandeau et améliorer la mise en forme d'un autre article.
Neema Mduma, née le 21 octobre 1989 dans la région de Morogoro, est une scientifique et chercheuse spécialisée en sciences et technologies. Elle figure parmi les jeunes femmes tanzaniennes ayant décroché un doctorat en philosophie (PhD) à un âge précoce, et elle est une source d'inspiration pour les filles, notamment dans les domaines des sciences et des mathématiques.

## Biographie

### Éducation
Neema est issue de l'ethnie Mpare, et ses parents sont bien connus dans leur communauté. Son père, Mathias Mduma, est un pasteur respecté, tandis que sa mère, Judith Tesha, est une enseignante renommée. Ses années d'études primaires, de 1996 à 2002, se sont déroulées à l'école primaire Bungo de Morogoro. Grâce à ses résultats exceptionnels, elle a été sélectionnée pour poursuivre ses études secondaires à Kilakala Secondary, une école réputée pour les talents féminins. Elle a intégré l'école en 2003 et a obtenu son diplôme de quatrième année en 2006. Elle a ensuite poursuivi en cinquième année en 2007 et a finalement obtenu son diplôme de sixième année en 2009, toujours à Kilakala.
En 2009, elle a saisi l'opportunité d'entamer des études universitaires à l'Université d'Iringa, anciennement connue sous le nom de Tumaini. Elle s'est engagée dans un programme de premier cycle et a entrepris des études en vue d'obtenir un diplôme en sciences de l'information et de la communication. À la suite de l'obtention de son diplôme, elle a immédiatement intégré l'institution NM-AIST pour poursuivre ses études supérieures. Elle a ainsi décroché une maîtrise en sciences (MSc), puis s'est spécialisée en intelligence artificielle pour obtenir un doctorat (PhD) en sciences et technologies de la communication.

### Carrière
Durant la pandémie de COVID-19, Neema a travaillé en étroite collaboration avec des partenaires au Kenya et en Ouganda. Leur effort conjoint a abouti à l'obtention de financements visant à soutenir des recherches dans les secteurs de l'agriculture, de l'éducation et de la santé.
Après avoir achevé ses études, Neema a occupé le poste d'instructeur adjoint à l'Université d'Iringa de 2012 à 2017. Par la suite, elle rejoint avec succès l'Institut africain des sciences et technologies Nelson Mandela d'Arusha en tant que maître de conférences. Le 23 février 2024, elle remplit les critères requis en matière d'enseignement, de recherche et de publication scientifique.

### Activités sociales
Pendant qu'elle achevait son doctorat (PhD), Neema a pris la décision de se consacrer à la recherche en cherchant une solution durable au problème de l'absentéisme scolaire, un facteur conduisant les élèves à échouer ou à abandonner l'école. Ainsi, elle a développé un système nommé "Stay in school", qui utilise l'intelligence artificielle pour détecter les signes précoces d'absentéisme chez les élèves, permettant aux parents et aux enseignants d'intervenir avant que le problème ne s'aggrave et n'affecte les résultats scolaires des enfants.
Pour soutenir la communauté tanzanienne, Neema consacre son temps libre à rencontrer des élèves, en particulier des filles, dans les écoles. Elle les encourage à s'intéresser aux sciences et aux mathématiques, tout en leur offrant des formations sur la programmation informatique, leur permettant ainsi de comprendre comment écrire des lignes de code pour accomplir diverses tâches. Cette éducation vise à cultiver l'amour des sciences et des mathématiques chez les jeunes filles, les encourageant à poursuivre leurs rêves de devenir des scientifiques, suivant ainsi les pas de Neema, ou même à viser plus haut.

## Projets durables
1. Un projet visant à utiliser des statistiques pour identifier les problèmes de maladies dans les cultures. Projet parrainé par le CRDI et SIDA à travers le Fonds LACUNA en agriculture (2023)[4]
2. Un projet pour apprendre en profondeur les méthodes de détection précoce des maladies dans les cultures. Ce projet est financé par le CRDI et SIDA à travers l'Africa Technology Training Centre (ACTS)[5]

## Discussions et conférences
Utilisation du « Machine Learning » dans l’éducation, l’agriculture et la santé

## Divers prix et nominations
1. 100 acteurs du changement tanzaniens publiés par Serengeti Bytes, 2023
2. Nommé membre du Comité de préparation de la Vision de développement de la Tanzanie 2050, 2023
3. Nommé membre du Comité de préparation du concept d'appui à la création de centres d'excellence africains (CEA) en Tanzanie, 2023
4. Personnel distingué récompensé par l'école du CoCSE de l'Institution africaine des sciences et technologies Nelson Mandela, 2023
5. Meilleur travailleur pour le personnel académique de l'Institution africaine des sciences et technologies Nelson Mandela, 2022
6. WIMA STEM proposé par Women in Management Africa (WIMA), 2021
7. Excellence en leadership scientifique et technologique décernée par Coca-Cola Kwanza Ltd, 2021
8. Reconnaissance de la Journée internationale de la femme décernée par Puma Energy Tanzanie, 2021
9. L'Oréal-UNESCO pour les Femmes et la Science, 20 jeunes talents en Afrique subsaharienne, 2020
10. Les femmes et la science présenté par le Next Einstein Forum, 2019
11. Tanzanie Sheroes publié par The Launchpad et l'ambassade de Suède, 2019
12. Boursière Reine Elizabeth décernée par l'Université Carleton à Ottawa, Canada, 2019
13. Conférence Deep Learning Indaba, prix MIT Press Book décerné à Nairobi, Kenya, 2019
14. Le 4ème Concours de Plans d'Affaires, Première équipe gagnante de l'Institution Africaine Nelson Mandela des Sciences et Technologies, 2016
15. Expositions de la Semaine Nelson Mandela, troisième prix décerné par l'Institution africaine des sciences et technologies Nelson Mandela, 2015